# エカテリーニ・タヌー
エカテリーニ・タヌー （katerini (Katerina) Thanou、ギリシア語: Αικατερίνη (Κατερίνα) Θάνου、1975年2月1日 - ）は、ギリシャの陸上競技選手。2000年シドニーオリンピックの銀メダリストである。

## 経歴
タヌーは、2000年シドニーオリンピックの女子100mで、アメリカのマリオン・ジョーンズに次いで、2位でゴール。銀メダルを獲得した。ところが、2007年になって、ジョーンズが、シドニーオリンピックの前と、オリンピック期間中に禁止薬物を使用していたことを告白したため、金メダルを剥奪された。しかし、銀メダリストのタヌーにも疑わしい過去があることからか、繰り上がりの金メダルを獲得するにいたっていない。

## 疑惑
タヌーは、2004年に地元で開催されるアテネオリンピックで金メダルの獲得が期待されていた選手であった。しかし、タヌーとともに金メダルの期待が高かった練習パートナーのコンスタンティノス・ケンテリス（シドニーオリンピック男子200m金メダリスト）には常にドーピングの疑惑が付いて回っていた。IOCは、オリンピック開会前に、2人に検査を受けさせるよう何度も迫っていたが、その都度逃げられていた。ついに開会式前日、抜き打ちで検査を実施すべく2人を訪問したが、不在であった。ところが直後、2人はバイク事故でけがをして病院に搬送されたというニュースが入ってきた。これにより、2人に対し、ドーピングをしているのではないかとの疑惑の目がますます強く向けられることとなった。疑惑が強くなっていったことで、とうとう2人はIOC委員会に出頭し、オリンピック出場辞退を発表した。
その後、ギリシャの公的機関の調査により、2人の身に降りかかった疑惑の事故は芝居であることが判明した。2人に対し、国際陸連は、3度目の検査忌避に対し、暫定的に2004年12月22日までの出場停止を言い渡した。その後も、2人のコーチが大量の禁止薬物を製造業者から受け取っていた疑惑などが明らかになった。
スポーツ仲裁裁判所による長い審理の末、2006年6月26日に国際陸連と2人はついに和解した。内容は、2人は3度の検査忌避に対し、2006年12月22日までの出場停止処分という内容であった。
出場停止明け後、タヌーは、2007年2月のヨーロッパ室内陸上に出場。しかし、60mの決勝で6位、さらに観衆からブーイングまで浴びせられる結果に終わった。

## 自己ベスト
- 100m - 10.83秒 (1999年)

## 主な実績
| 年   | 大会                     | 場所                         | 種目         | 結果 | 記録   |
| ---- | ------------------------ | ---------------------------- | ------------ | ---- | ------ |
| 1995 | ユニバーシアード         | 福岡(日本)                   | 100m         | 2位  | 11秒30 |
| 1996 | ヨーロッパ室内陸上選手権 | ストックホルム(スウェーデン) | 60m          | 1位  | 7秒15  |
| 1997 | ユニバーシアード         | シチリア(イタリア)           | 100m         | 1位  | 11秒20 |
| 1998 | ヨーロッパ陸上選手権     | ブダペスト(ハンガリー)       | 100m         | 3位  | 10秒87 |
| 1999 | 世界室内陸上選手権       | 前橋(日本)                   | 60m          | 1位  | 6秒96  |
| 1999 | 世界陸上選手権           | セビリヤ(スペイン)           | 100m         | 3位  | 10秒84 |
| 2000 | ヨーロッパ室内陸上選手権 | ストックホルム(スウェーデン) | 60m          | 1位  | 7秒05  |
| 2000 | オリンピック             | シドニー(オーストラリア)     | 100m         | 2位  | 11秒12 |
| 2001 | 世界陸上選手権           | エドモントン(カナダ)         | 100m         | 3位  | 10秒91 |
| 2001 | 世界陸上選手権           | エドモントン(カナダ)         | 4×100mリレー | 6位  | 43秒25 |
| 2002 | ヨーロッパ陸上選手権     | ミュンヘン(ドイツ)           | 100m         | 1位  | 11秒10 |
| 2003 | 世界陸上選手権           | パリ(フランス)               | 100m         | 4位  | 11秒03 |